# Minsk Tractor Works
Minsk Tractor Works (hviderussisk: Мінскі трактарны завод; russisk: Минский тракторный завод; MTZ) er en belarussisk producent af jordbrugsmaskiner og traktorer med hovedkvarter i Minsk, Belarus.
Fabrikken blev etableret 29. maj 1946 og den første traktor "MTZ-2" blev produceret 14. oktober 1953.